# LIFE (FANATIC◇CRISISの曲)
「LIFE」（ライフ）は、2000年10月にリリースされたFANATIC◇CRISISの通算18枚目のシングルである。発売元はSTOICSTONE。

## 解説
前作から2ヵ月半ぶりのシングル。今作から自主レーベルでのリリースとなり、メジャーシーンに復帰した。
メジャーレーベルからのリリースだが、初動売り上げは前作を下回り、累計売り上げも前作の初動売り上げよりも低い。また、同時期に、同じくヴィジュアル系ロックバンドのLa'cryma Christiが同名のシングル「LIFE」をリリースしたが、楽曲名の一致は示し合わせたわけではなく全くの偶然である。
ライヴでは度々演奏される定番曲で、石月努のソロライヴでも演奏された。

## 収録曲
全作詞：石月努、編曲：神林義弘・FANATIC◇CRISIS
1. LIFE [3:42]
  - 作曲:石月努
2. ワルイヒト [4:11]
  - 作曲:石月努・Shun
3. LARVA <幼虫> [3:57]
  - 作曲:石月努・RYUJI

## 収録作品
- POP（#1）
- THE BEST of FANATIC◇CRISIS Single Collection01（#1）
- THE BEST of FANATIC◇CRISIS B-Side Collection（#2,3）